# Australia-Asia Power Link

Mappa del percorso del cavo sottomarino.

L'Australia-Asia Power Link (comunemente abbreviato in AAPowerLink) è un progetto infrastrutturale elettrico che dovrebbe includere il più grande impianto solare del mondo, la più grande batteria del mondo e il più lungo cavo elettrico sottomarino del mondo.

## Il progetto
I piani iniziali prevedevano che un nuovo parco solare nel Territorio del Nord dell'Australia avrebbe prodotto fino a 20 gigawatt di elettricità, la maggior parte dei quali sarebbe stata esportata a Singapore e, in un secondo momento, in Indonesia, con una linea di trasmissione con una potenza di 3 gigawatt e della lunghezza di 4.500 chilometri. Una batteria di grandi dimensioni immagazzinerebbe energia in modo da poter modulare la disponibilità di energia in base alle variazioni della luce solare durante il giorno.
Sviluppato dall'azienda australiana Sun Cable, inizialmente sostenuta da Andrew Forrest e Mike Cannon-Brookes, il piano prevedeva che la costruzione sarebbe iniziata a metà del 2023, con l'entrata in funzione all'inizio del 2026 e il completamento entro la fine del 2027, stimando che avrebbe aggiunto 8 miliardi di dollari australiani all'economia del Territorio del Nord. Il progetto fallì nel gennaio 2023, dopo che Sun Cable fu posta in amministrazione volontaria a seguito di un disaccordo tra Forrest e Cannon-Brookes sulla necessità di stanziare maggiori fondi per l'impresa.
Nel maggio 2023 un consorzio guidato da Grok Ventures di Cannon-Brookes ha vinto la gara per l'acquisizione di Sun Cable, con l'acquisizione finalizzata il 7 settembre 2023. I piani rivisti prevedono la fornitura di elettricità a Darwin entro il 2030 e a Singapore qualche anno dopo, con una produzione di 6 gigawatt di energia da parte della centrale solare.